# Jarosław Edward Wenderlich
Jarosław Edward Wenderlich (ur. 14 października 1948 w Bydgoszczy, zm. 27 kwietnia 2016 tamże) – polski prawnik i urzędnik państwowy, działacz opozycji w okresie Polskiej Rzeczypospolitej Ludowej.

## Życiorys
Syn Czesława i Hanny. W 1970 ukończył studia na Wydziale Prawa Uniwersytetu Mikołaja Kopernika w Toruniu. Podczas studiów był członkiem Zrzeszenia Studentów Polskich i uczestnikiem protestów studenckich w 1968. Po ukończeniu studiów pracował w Urzędzie Wojewódzkim w Bydgoszczy (1971–1972) oraz w redakcjach czasopism wydawanych w bydgoskich zakładach pracy (m.in. ZNTK, ZR „Predom-Romet” – 1972–1974). W latach 1974–1981 odbył aplikację, asesurę oraz pełnił funkcję podprokuratora w bydgoskiej Prokuraturze Wojewódzkiej. Od 1982 wykonywał zawód radcy prawnego.
Od 1980 był związany z opozycją antykomunistyczną. Był redaktorem pism wydawanych przez Międzyzakładowy Komitet Związkowy Regionu Bydgoskiego oraz „Solidarność” Rolników Indywidualnych Regionu Bydgoskiego, Toruńskiego i Włocławskiego, a także rzecznikiem prasowym i doradcą prawnym MKZ. Uczestnik „prowokacji bydgoskiej” z 19 marca 1981. Po wprowadzeniu stanu wojennego w grudniu 1981 włączył się w działalność podziemia. Był członkiem założycielem Prymasowskiego Komitetu Pomocy Osobom Pozbawionym Wolności i ich Rodzinom w Bydgoszczy. Współzakładał czasopisma podziemne („Chrześcijański Informator Kulturalny”, „Świadectwo”), w których również sam publikował. Zajmował się kolportażem wydawnictw drugiego obiegu. Za swą działalność był zatrzymywany, przesłuchiwany i poddawany przeszukaniom, utrudniano mu również wykonywanie zawodu radcy prawnego.
Po upadku komunizmu, do marca 1989 był członkiem Komitetu Obywatelskiego „Solidarność”. W 1989 założył Stowarzyszenie Polityczne „Prawda i Sprawiedliwość”. W latach 1989–1990 był członkiem Komisji Praworządności i Przestrzegania Prawa Wojewódzkiej Rady Narodowej w Bydgoszczy oraz współzałożycielem bydgoskich struktur Stronnictwa Pracy. W latach 1990–2014 był wicedyrektorem, a następnie dyrektorem Delegatury Najwyższej Izby Kontroli w Bydgoszczy. Działał również w Towarzystwie Miłośników Miasta Bydgoszczy oraz w tutejszych strukturach Sokolstwa Polskiego.
W uznaniu swej działalności został odznaczony Brązowym Krzyżem Zasługi (1997), Krzyżem Semper Fidelis (2006), Krzyżem Wolności i Solidarności (2015) oraz Krzyżem Kawalerskim Orderu Odrodzenia Polski (2007). Krótko przed śmiercią odebrał medal Kazimierza Wielkiego, przyznany mu przez Radę Miasta w Bydgoszczy.
Jego syn (również Jarosław) jest radcą prawnym i samorządowcem, był podsekretarzem stanu w Kancelarii Premiera.
Pochowany na cmentarzu katolickim św. Wincentego à Paulo w Bydgoszczy.